# 第一代莫兰男爵查尔斯·威尔逊
查尔斯·麦克莫兰·威尔逊，第一代莫兰男爵（英語：Charles McMoran Wilson, 1st Baron Moran；1882年11月10日—1977年4月12日），他是丘吉尔的私人医生。

## 生平
查尔斯·威尔逊1882年出生在英格兰北约克郡斯基普顿，是家里的三子。1908年，他在圣玛丽医院附属医学院（St Mary's Hospital Medical School），即今天的伦敦帝国学院医学院获得医学学士学位，之后又继续在这所大学继续深造，于1913年获得了医学士学位。
查尔斯·威尔逊在1966年曾出版一本名为《丘吉尔私人医生的日记》的回忆录（Struggle for Survival），记录了丘吉尔在二战期间和二战后的心理和生理变化。但这本书也受到了医学伦理学方面的指责，部分观点认为查尔斯·威尔逊违反了医生应对病人信息保密的原则。

## 作品
- 《The Anatomy of Courage》(1945年)
- 《Winston Churchill: The Struggle for Survival》(1966年)
- 《Churchill taken from the Diaries of Lord Moran: The Struggle for Survival, 1940-1965》(1966年)